# Beatrix Savojská (1201–1266)
Beatrix Savojská (1200/05 ? – 1266, Les Échelles) byla provensálská hraběnka z rodu savojských, matka čtyř královen.

## Život
Beatrix se narodila na přelomu 12. a 13. století v Chambéry jako jedno z mnoha dětí savojského hraběte Tomáše a Markéty ze Ženevy. Byla sestrou tří savojských hrabat – Amadea I., Petra I. a Filipa I.
5. června 1219 či roku 1220 se Beatrix, považována kronikářem Parisem za druhou Niobe, provdala za mladého provensálského hraběte Ramona Berenguera V. Z manželství se narodili dva chlapci, dvojčata, kteří zemřeli hned po narození a čtyři dcery, které byly provdány za krále okolních zemí.
Beatrix Savojská byla velice emancipovaná žena, aktivně se zúčastňovala politického života a i po manželově smrti ovlivňovala evropské dějiny. Roku 1260 odkázala hrad Échelles řádu maltézských rytířů. Svého manžela hraběnka přežila téměř o dvacet let, zemřela roku 1266 a je pohřbena v rodovém klášteře savojské dynastie v Hautecombe.